# Jerzy Giedroyc
Jerzy Władysław Giedroyc nebo také Giedroyć (27. červenec 1906 Minsk – 14. září 2000 Maisons-Laffitte) byl polský publicista a vydavatel, vedoucí kulturní a politický činitel protikomunistické emigrace.

## Život
Pocházel ze zchudlé šlechtické rodiny, která se po vyhlášení polské nezávislosti usadila ve Varšavě. Vystudoval práva a historii na Varšavské univerzitě, byl předsedou studentské organizace Patria a šéfredaktorem časopisu Bunt Młodych, který v roce 1937 přejmenoval na Polityku. Byl příslušníkem konzervativně orientované Strany národní pravice. Od roku 1930 pracoval na ministerstvu zemědělství a později na ministerstvu průmyslu, před německou okupací uprchl do Rumunska, kde byl tajemníkem exilového diplomata Rogera Raczyńského. V roce 1941 vstoupil do řad Samostatné brigády karpatských střelců, s níž se zúčastnil bojů o Tobruk. Po válce se do vlasti vzhledem k nástupu komunistů k moci nevrátil, pracoval v Londýně na exilovém ministerstvu informací a v roce 1946 založil v Římě nakladatelství Instytut Literacki. Od roku 1947 žil v Paříži, kde byl až do své smrti vydavatelem a jediným redaktorem měsíčníku Kultura. Pracoval také v časopise Zeszyty Historyczne, byl uznávaným epistolografem a vydal vzpomínkovou knihu Autobiografia na cztery ręce.
V sedmdesátých letech vypracoval spolu s Juliuszem Mieroszewskim tzv. Giedroycovu doktrínu, v níž vyzval národy žijící pod nadvládou komunistických režimů, aby zapomněly na historickou nevraživost a územní spory a spojily se proti společnému nepříteli (konkrétně vyzval polskou exilovou vládu, aby se oficiálně vzdala nároku na Kresy). Navázal tak na svoji předválečnou činnost, kdy opakovaně upozorňoval na nutnost citlivější politiky vůči ukrajinské, běloruské a litevské menšině. Později také upozorňoval na nutnost dobrých vztahů se svými sousedy a jejich integraci do západních struktur, jež bývají interpretovány jako "Nemůže být svobodného Polska bez svobodné Ukrajiny", případně "Bez nezávislé Ukrajiny není možná svoboda Polska". Tato slova si jako motto své zahraniční politiky vzali za své prezidenti Lech Wałęsa a Aleksander Kwaśniewski. 
V roce 1994 mu byl udělen Řád bílé orlice, který však odmítl od prezidenta Aleksandra Kwaśniewského převzít. Od roku 2012 vyhlašuje polská ambasáda v Minsku Literární cenu Jerzyho Giedroyce, určenou nezávislým běloruským spisovatelům.